# Silene oropediorum
Silene oropediorum är en nejlikväxtart som beskrevs av Cosson. Silene oropediorum ingår i släktet glimmar, och familjen nejlikväxter. Inga underarter finns listade i Catalogue of Life.